# Spilosoma costata
Spilosoma costata är en fjärilsart som beskrevs av Jean Baptiste Boisduval 1832. Spilosoma costata ingår i släktet Spilosoma och familjen björnspinnare. Inga underarter finns listade i Catalogue of Life.